# Abigaíl (personaje bíblico)
Abigaíl (hebreo: אֲבִיגָיִל, Avigáyil ʾĂḇîḡáyil o ʾĂḇîḡāyil) es un personaje bíblico. Su nombre significa El padre salta de júbilo, Gozo del padre o Fuente de alegría.
La Iglesia católica conmemora su festividad el 1 de septiembre.

## Aparición en la Biblia

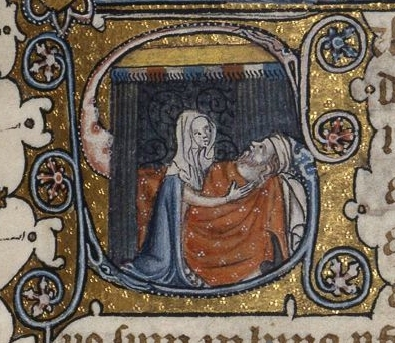
Abigail atiende a Nabal Fitzwilliam 1950.

La historia de Abigail aparece en el capítulo 25 del primer libro de Samuel en la Biblia. Según cuenta el relato, Abigaíl era una calebita, mujer de Nabal con quien vivía en la ciudad de Maón, junto al desierto de Parán, cerca de Hebrón. Durante la guerra civil entre David y Saúl, las fuerzas de David acuden donde el rico Nabal a pedirle un aporte a su causa. Nabal imprudentemente se niega, sin que necesariamente exista una razón política. David se encoleriza por el rechazo de Nabal y acude con una fuerza a vengar el agravio, sin embargo no alcanza a llegar, ya que la propia Abigail junto a varios sirvientes, acude con provisiones al encuentro con David, pidiéndole además que no derrame sangre innecesariamente. Poco después Nabal muere y Abigail pasará a ser una de las mujeres del rey David. Con él tuvo un hijo, Chileab (también llamado Daniel).
Adele Berlin contrasta la historia de Abigail con la de Betsabé. En la primera, la esposa evita que el rey David asesine a su codicioso y tonto esposo. En la segunda, el rey David ordena la muerte de un hombre recto porque desea a su esposa. "En la historia de Abigail, David, el posible rey, es visto como virtuoso y cada vez más fuerte, mientras que en la historia de Betsabé, el monarca ya reinante muestra sus defectos cada vez más abiertamente y empieza a perder el control de su familia".